# Comitatul Clearwater, Alberta
Comitatul Clearwater, din provincia Alberta, Canada  este un district municipal situat sudvest în Alberta. Districtul se află în Diviziunea de recensământ 9. El se întinde pe suprafața de 18,691.78 km2  și avea în anul 2011 o populație de 12,278 locuitori.
Cities Orașe
--
Towns Localități urbane
- Rocky Mountain House

Villages Sate
- Caroline

Summer villages Sate de vacanță
- Burnstick Lake

Hamlets, cătune
- Alhambra
- Condor
- Leslieville
- Nordegg
- Withrow

Așezări
| - Alexo - Ancona - Baptiste River - Bingley - Brazeau - Brower Subdivision - Butte - Carlos - Chedderville - Clearwater Subdivision - Cline River - Cline Settlement - Codner - Congresbury | - Crammond - Crimson Lake - Dovercourt - Evergreen - Ferrier - Ferrier Acres Trailer Court - Garth - Goldeye - Gray Subdivision - Harlech - Horburg - Improvement District No. 10 - James River Bridge - Lochearn | - Martins Trailer Court (loc desemnat) - Morrish Subdivision - Oras - Pinewoods Estates - Ricinus - Saunders - Stauffer - Stolberg - Strachan - Ullin - Vetchland - Westerner Trailer Court - Woodland Estates - Ya-Ha-Tinda Ranch |

1. 1 2  Population and dwelling counts, for Canada, provinces and territories, and census subdivisions (municipalities), 2016 and 2011 censuses – 100% data (în engleză), 20 februarie 2019